# Roanoke (Luizjana)
Roanoke – jednostka osadnicza w Stanach Zjednoczonych, w stanie Luizjana, w parafii Jefferson Davis.